# Víctor Carabés Chávez
Víctor Carabés Chávez MNM (* 10. Juli 1963 in Mexiko-Stadt) ist ein mexikanischer römisch-katholischer Ordensgeistlicher und Bischof von Tenancingo.

## Leben
Víctor Carabés Chávez wurde am 18. August 1963 in der Pfarrkirche Santa María Magdalena de las Salinas getauft. Er besuchte von 1976 bis 1982 das Kleine Seminar der Misioneros de la Natividad de María in Santa Ana del Conde. Von 1982 bis 1985 studierte er Philosophie am Priesterseminar in León. 1985 trat Carabés Chávez der Ordensgemeinschaft der Misioneros de la Natividad de María bei und absolvierte das Noviziat. Nachdem er von 1986 bis 1987 am ordenseigenen Kleinen Seminar unterrichtet hatte, folgte das Studium der Katholischen Theologie am Priesterseminar in León. Am 7. September 1990 legte er die ewige Profess ab. Er wurde am 8. September 1990 in der Kirche des Kleinen Seminars der Misioneros de la Natividad de María in León durch den Erzbischof von Pamplona y Tudela, José María Cirarda Lachiondo, zum Diakon geweiht und am 2. Juli 1991 empfing er in der Kathedrale von León durch den Apostolischen Delegaten in Mexiko, Erzbischof Girolamo Prigione, das Sakrament der Priesterweihe.
Nach der Priesterweihe war Carabés Chávez zunächst an der Niederlassung der Misioneros de la Natividad de María in Monterrey tätig und unterrichtete an der Escuela Prevocacional Severino Martínez in Guadalupe, bevor er 1995 deren Generaldirektor und Rektor der Kirche Santo Domingo Savio in Guadalupe wurde. Ab 1996 war er zudem Superior der Niederlassung seiner Ordensgemeinschaft in Monterrey und ab 2000 auch deren Ökonom. Ferner gehörte er ab 1995 dem Vermögensverwaltungsrat seiner Ordensgemeinschaft an. Vom 26. Juli 2008 bis Juli 2021 fungierte Carabés Chávez als Generalsuperior der Misioneros de la Natividad de María. Ab September 2021 war er Generaldirektor der Escuela Hogar in Mérida im Erzbistum Yucatán und Superior der dortigen Niederlassung seiner Ordensgemeinschaft.
Am 3. April 2024 ernannte ihn Papst Franziskus zum Bischof von Tenancingo. Der Erzbischof von Yucatán, Gustavo Rodríguez Vega, spendete ihm am 13. Juli desselben Jahres auf dem Gelände der Universidad de Tenancingo die Bischofsweihe; Mitkonsekratoren waren der Apostolische Nuntius in Mexiko, Erzbischof Joseph Spiteri, und der Erzbischof von Toluca, Raúl Gómez González, sowie der emeritierte Bischof von Autlán, Rafael Sandoval Sandoval MNM, und der Bischof von Tarahumara, Juan Manuel González Sandoval MNM. Sein Wahlspruch Reinen en nuestros corazones („Herrsche in unseren Herzen“) stammt aus Kol 3,15 .